# Attigliano
Attigliano est une commune italienne de la province de Terni dans la région Ombrie en Italie.

## Administration
| Période                                  | Période | Identité | Étiquette | Qualité |
| ---------------------------------------- | ------- | -------- | --------- | ------- |
|                                          |         |          |           |         |
| Les données manquantes sont à compléter. |         |          |           |         |

### Communes limitrophes
Amelia, Bassano in Teverina, Bomarzo, Giove, Graffignano, Lugnano in Teverina